# OCB (paper de fumar)
OCB, sigles d'Odet-Cascadec-Bolloré, és una marca de paper de fumar fundada l'any 1918 a Ergué-Gabéric, a la Bretanya. Va ser propietat del grup Bolloré fins a l'any 2000, quan l'empresa Republic Technologies International, filial de Republic Tobacco, va aquirir la marca.

## Significat de les sigles
- Odet: és una localitat d'Ergué-Gabéric al departament de Finisterre, a la vora del riu homònim que passa per Kemper i que desemboca a l'oceà Atlàntic a Bénodet. L'any 1822, Nicolas Le Marié va crear un molí paperer amb l'ajuda de la família Bolloré.[1]
- Cascadec: a Scaër, és el nom del lloc on es troba una de les fàbriques del grup Bolloré. Aquest forma part del grup Glatfelter.
- Bolloré: és el cognom del creador de la marca OCB, Jean-René Bolloré, l'any 1918. Vincent Bolloré, descendent directe, va reactivar-ne la producció a la Bretanya a la dècada del 1980.

## Història
La paperera subministra paper a Éditions Gallimard per a la seva prestigiosa col·lecció La Pléiade. L'any 1987, Vincent Bolloré va comprar l'empresa JOB de Perpinyà, i així va crear Bolloré Technologies. L'any 2000, va vendre el 81% de l'empresa al seu principal client estatunidenc, Don Levin, que reanomenà l'empresa Republic Technologies. La producció de paquets OCB encara es fa a la planta de Perpinyà i des d'aleshores ha crescut considerablement. El 2006, Bolloré va revendre la seva quota restant del 19% de l'empresa a Don Levin.
OCB disposa de diferents productes relacionats amb el tabac, com ara filtres o màquines d'enrotllar. Amb tot, el gruix dels ingressos prové de la venda de diferents tipus de paper de fumar principalment en estancs.
Un rumor de 1996 afirmava que OCB pertanyia a Jean-Marie Le Pen, o que OCB finançava el Front Nacional. El grup Bolloré, després d'ignorar inicialment el rumor, va optar per respondre l'any 1997 realitzant un anunci amb una model negra.